# Miquel Travé Pujal
Miquel Travé Pujal   (la Seu d'Urgell, 2000) és un esportista català que competeix en la modalitat d'eslàlom.
En els Jocs Europeus de Cracòvia 2023 va aconseguir dues medalles, or en K1 per equips i plata en C1 individual.
Guanyà la medalla de plata al Campionat mundial de Piragüísme en eslàlom de 2019 i dues medalles de bromze al Campionat Europeu de Piragüísme de 2022.
Va finalitzar en 5a posició en C1 individual en els Jocs Olímpics d'estiu de 2024.

## Palmarès internacional
| Campionat del Món | Campionat del Món | Campionat del Món | Campionat del Món |
| Any               | Lloc              | Medalla           | Competició        |
| ----------------- | ----------------- | ----------------- | ----------------- |
| 2019              | Seu d'Urgell      | 2                 | C1 per equips     |
| Jocs Europeus     |                   |                   |                   |
| Año               | Lugar             | Medalla           | Competición       |
| 2023              | Cracòvia          | 1                 | K1 per equips     |
| 2023              | Cracòvia          | 2                 | C1 individual     |
| Campionat Europeu |                   |                   |                   |
| Año               | Lugar             | Medalla           | Competición       |
| 2022              | Liptovský Mikuláš | 3                 | C1 individual     |
| 2022              | Liptovský Mikuláš | 3                 | C1 per equips     |